# Conus coerulescens
Conus coerulescens é uma espécie de gastrópode do gênero Conus, pertencente a família Conidae.